# 6175 Корі
6175 Корі (6175 Cori) — астероїд головного поясу, відкритий 4 грудня 1983 року.
Тіссеранів параметр щодо Юпітера — 3,162.